# Пиратство в Персидском заливе
Пиратство в Персидском заливе до XIX века было весьма распространено. 
Еще Марко Поло сообщал о нападениях пиратов с Бахрейна. В XVI веке, когда португальцы захватили Бахрейн, пиратство в этих водах уменьшилось, однако затем снова распространилось.
В конце XVIII — начале XIX века в Персидском заливе действовал пират Рахма ибн Джабир. Он имел собственный форт на побережье, ему подчинялось 2 тыс. человек. Он был известен своей жестокостью, но при этом у него были хорошие отношения с британцами, которых он не грабил.

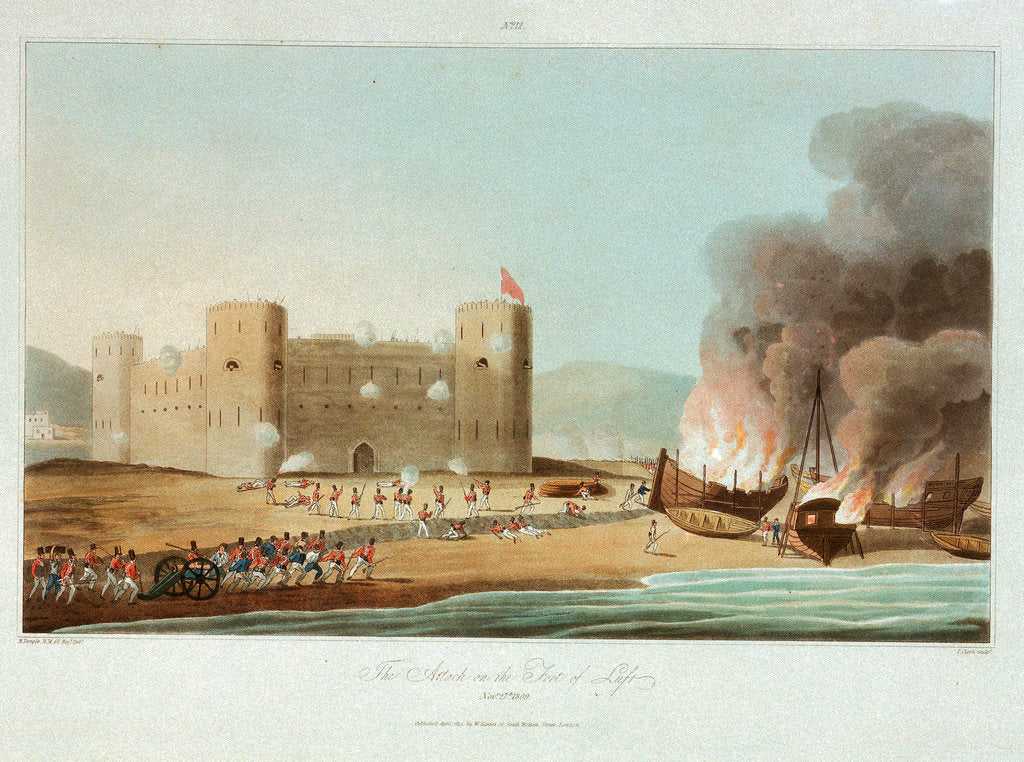
Британцы в ноябре 1809 года атакуют форт Лафт на острове Кешм, одну из баз аль-Касими

На британских картах начала XIX века территория современных ОАЭ была обозначена как «Пиратский берег». Попытки британской Ост-Индской компании установить в 1806 году договорные отношения с правителями «Пиратского Берега» были неудачными, после чего в течение 15 лет флот Ост-Индской компании осуществлял карательные экспедиции против местных пиратов. В 1809 году британцы разорили порт Рас-эль-Хайма, главную базу Хасана бин Рахма аль-Касими, и сожгли его пиратскую флотилию. 
Но в течение следующего десятилетия аль-Касими восстановил свой флот. Британцев он больше не трогал, однако продолжил нападать на индийские торговые суда. Поэтому в 1819 году британцы провели вторую карательную экспедицию против аль-Касими, а помощь им оказали султан Маската, Омана и Занзибара Саид ибн Султан, которому британцы предложили подчинить себе Пиратский берег. После того как аль-Касими признал поражение, британцам подчинились и другие правители Пиратского берега. В 1820 году им всем был навязан так называемый Генеральный договор о мире, после чего Пиратский берег стали называть Договорным Оманом. Тем не менее, и позже британцы боролись с пиратами Персидского залива, такими как Джасим бин Джабир.